# 에르메네질도 제냐
제냐(이탈리아어: Zegna)는 이탈리아 명품 남성 패션 브랜드로 남성 정장, 니트웨어, 스포츠웨어, 액세서리, 향수 등을 제작 · 판매하고 있다. 설립자의 이름에서 유래한 에르메네질도 제냐는 1910년 이탈리아 북부 트리베로(Trivero)에서 작은 원단 공장으로 시작했으나, 고급원단 생산으로 쌓은 인지도를 바탕으로 1960년대 남성복 시장에 진출했다. 이후 제냐는 '뛰어난 품질과 착용감'을 브랜드 철학으로 내세우고 프리미엄 남성복을 선보이며 성장했다.

## 제냐의 탄생 및 설립자
에르메네질도 제냐는 1910년 18살 되던 해에 아버지인 안젤로 제냐(Angelo Zegna)가 경영하던 원단 공장 ‘라니피시오 제냐(Lanificio Zegna, ‘Lanificio’는 ‘양모 공장’이라는 의미)’를 물려받았다. 당시 이탈리아 북부의 작은 마을 트리베로에 있던 라니피시오 제냐는 재래식 직조기(Low Warp Loom, 천을 짜는 기계)를 이용해 울(Wool) 원단을 생산하고 있었다. 이후 제냐는 기존의 낡은 직조기를 새로운 전자식 직조기계로 교체하고 고품질 원자재를 수입해 프리미엄 원단을 직조하기 시작했고, 1933년에는 염색과 마무리 공정 라인까지 갖췄다. 라니피시오 제냐에서는 지금도 제냐의 원단을 생산하고 있다고 한다.